# Charte de l'artisanat
La Charte de l'artisanat est une loi du 24 août 1943 qui devait organiser l'artisanat sous Vichy. Elle est l'équivalent pour l'artisanat de la Corporation paysanne pour l'agriculture et de la Charte du travail. Sa préparation fut annoncée par le Maréchal Pétain lors de son discours de Thiers sur le travail. Elle prévoit la création de groupements professionnels et de communautés de métiers dans chaque circonscription. Elle ne fut jamais appliquée car les décrets d'application métier par métier n'étaient pas achevés lors de la Libération.